# Троещина (Полонский район)
Троещина (укр. Троєщина) — село в Полонском районе Хмельницкой области Украины.
Население по переписи 2001 года составляло 273 человека. Почтовый индекс — 30522. Телефонный код — 3843. Занимает площадь 0,733 км². Код КОАТУУ — 6823685003.

## Местный совет
30522, Хмельницкая обл., Полонский р-н, с. Новолабунь, ул. Ленина, 1, тел. 3-15-40; 3-11-36